# Переписи населення Угорщини
Перший повноцінний перепис населення Угорщини був проведений між 1784 і 1787 роками за наказом Йосифа II. Перепис населення, запланований на 1867 рік, зміг розпочатися лише у 1869 та перших днях 1870 року. Відтак, серія офіційних переписів населення в Угорщині розпочалася в січні 1870 року відповідно до статті III Закону від 1869 року; відтоді переписи населення в Угорщині проводяться приблизно кожні десять років. Переписи населення проводяться Центральним статистичним офісом Угорщини.

## Історія
Населення території сучасної Угорщини за даними переписів:

### Перепис 2022
За даними перепису населення 2022 року чисельність українців зросла з 7396 до 24609 у порівнянні з минулим переписом.